# الموارد القمرية

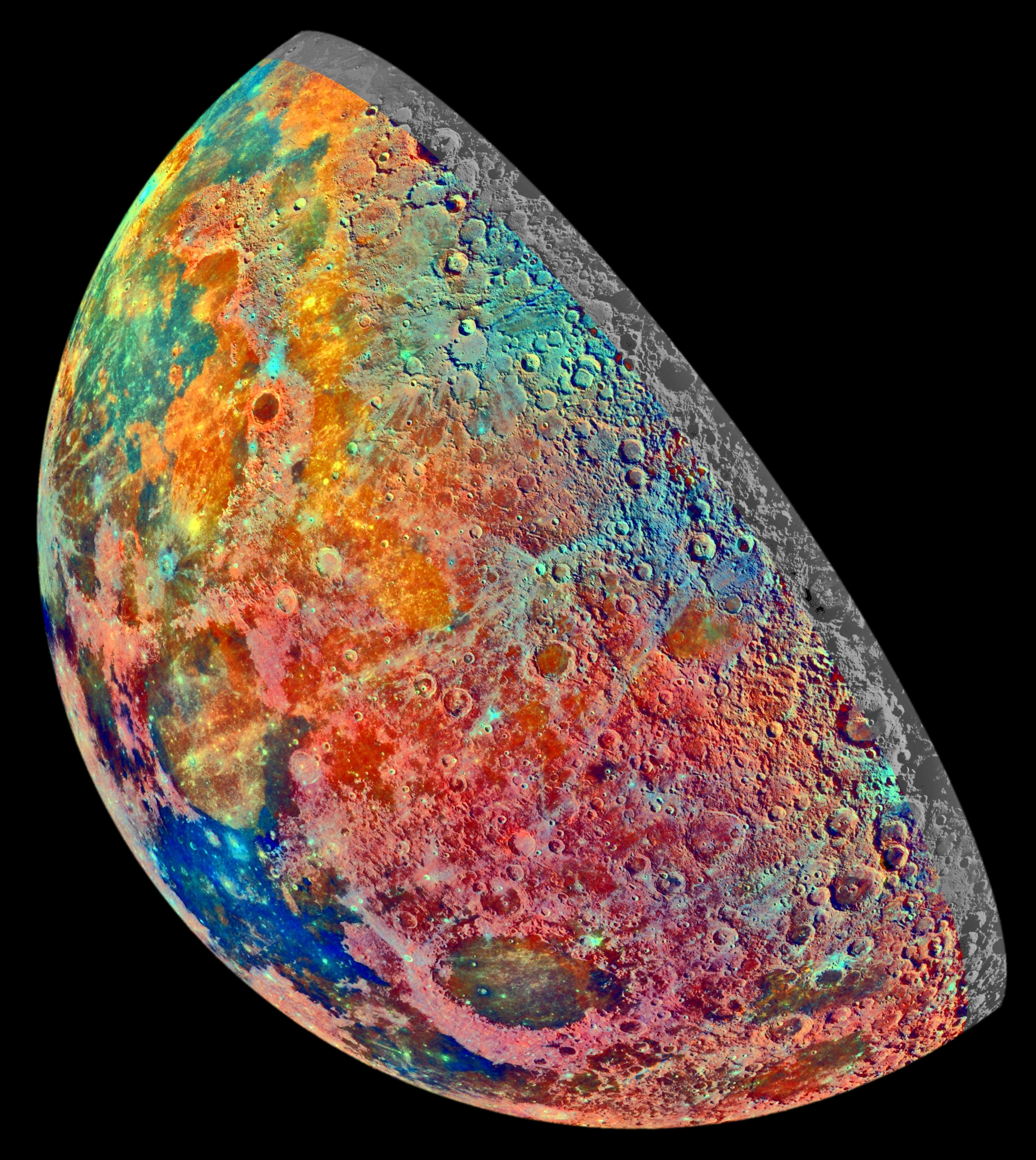

يحتوي القمر على العديد من الموارد والثروات الطبيعية التي يمكن استغلالها في المستقبل. قد تشمل الموارد القمرية المحتملة المواد القابلة للمعالجة مثل المواد المتطايرة والمعادن، إضافةً إلى الهياكل الجيولوجية مثل أنابيب الحمم البركانية التي قد تتيح مكانًا للاستيطان البشري على القمر. قد يوفر استخدام الموارد القمرية وسيلةً لتقليل تكلفة ومخاطر استكشاف القمر وما بعده.
عززت دراسة الموارد القمرية، المكتسبة من المهمات المدارية والمهمات التي جمعت العينات من سطح القمر، فهمنا لاستخدام الموارد في الموقع (آي إس آر يو) على القمر، ولكن هذه المعرفة ليست كافيةً حتى الآن لتبرير صرف مبالغ طائلة لإطلاق مهمات لاستخدام الموارد في الموقع على القمر. ستُختار أماكن المستوطنات البشرية وفقًا لأماكن وجود هذه الموارد.

## نظرة عامة
يمكن للمواد القمرية تسهيل الاستكشاف المستمر للقمر، وتسهيل النشاط العلمي والاقتصادي في محيط الأرض والقمر (ما يُسمى بالفضاء القمري)، أو يمكن استيراد هذه الموارد إلى سطح الأرض حيث ستساهم بشكل مباشر في الاقتصاد العالمي. الحطام الصخري القمري (التربة القمرية) هو أسهل مورد يمكن الحصول عليه؛ يمكن أن يوفر الحماية ضد الإشعاع والنيازك الدقيقة وكذلك يمكن استخدامه كمادة بناء ورصف عن طريق صهره. يمكن أن يكون الأكسجين المُستخرج من أكاسيد الحطام الصخري القمري مصدرًا للأكسجين الأيضي ومؤكسد وقود للصواريخ. يمكن أن يوفر الجليد المائي الماء للوقاية من الإشعاع ودعم الحياة والأكسجين والمواد الأولية لصناعة وقود الصواريخ. قد توفر المواد المتطايرة من الحفر المظللة بشكل دائم غاز الميثان والأمونيا وثاني أكسيد الكربون وأول أكسيد الكربون. يمكن الحصول على الفلزات وعناصر صناعية أخرى من المعادن المختلفة الموجودة في الحطام الصخري القمري.
من المعروف أن القمر يفتقر إلى الكربون والنيتروجين، وأنه غني بالمعادن والأكسجين الذري، لكن توزيعها وتركيزها لا يزالان غير معروفين. سيكشف المزيد من الاستكشاف القمري عن تركيزات إضافية من المواد المفيدة اقتصاديًا، وسيعتمد كونها مواد قابلة للاستغلال اقتصاديًا على قيمتها وعلى الطاقة والبنية التحتية المتاحة لاستخراجها. لكي يجري استخدام الموارد في الموقع (آي إس آر يو) بنجاح على القمر، يُعد اختيار موقع الهبوط أمرًا مهمًا، بالإضافة إلى تحديد العمليات والتقنيات السطحية المناسبة.
لا تزال عمليات الاستكشاف من حول القمر من قبل عدد قليل من وكالات الفضاء مستمرة، وتقوم مركبات الهبوط والمركبات الجوالة باستكشاف الموارد والتركيزات في الموقع.

## الموارد
الطاقة الشمسية والأكسجين والمعادن هي موارد وفيرة على القمر. تشمل العناصر المعروف وجودها على سطح القمر، من بين عناصر أخرى، الهيدروجين(H)  والأكسجين (O) والسيليكون (Si) والحديد (Fe) والمغنيسيوم (Mg) والكالسيوم (Ca) والألومنيوم (Al) والمنغنيز (Mn) والتيتانيوم (Ti). الأكسجين والحديد والسيليكون هم من بين العناصر الأكثر وفرة. يُقدَّر محتوى الأكسجين الذري في الحطام الصخري القمري بنسبة 45% من الوزن الكلي.

### الطاقة الشمسية
يستمر ضوء النهار على القمر لمدة أسبوعين تقريبًا، يليه نحو أسبوعين من الليل، في حين يُضاء كلا قطبي القمر بشكل مستمر تقريبًا. يتميز القطب الجنوبي للقمر بمنطقة ذات حواف فوهة مُعرضة لأشعة الشمس باستمرار، ومع ذلك فإن الأجزاء الداخلية للفوهات مظللة بشكل دائم من أشعة الشمس، وتحتفظ بكميات كبيرة من جليد الماء في داخلها. من خلال بناء منشأة لمعالجة الموارد القمرية بالقرب من القطب الجنوبي للقمر، ستسمح الطاقة الكهربائية الشمسية بالتشغيل المستمر تقريبًا بالقرب من مصادر المياه الجليدية.
يمكن تصنيع الخلايا الشمسية مباشرة على تربة القمر بواسطة مركبات متجولة متوسطة الحجم (نحو 200 كيلوجرام) ذات قدرة على تسخين الحطام الصخري، وتبخير مواد شبه موصلة مناسبة لهياكل الخلايا الشمسية مباشرةً على مواد الحطام الصخري، وترسيب معادن التماس والوصل البيني لبناء مصفوفة كاملة من الخلايا الشمسية مباشرة على سطح القمر.
يجري تطوير نظام الانشطار النووي كيلوباور لتوليد طاقة كهربائية لإتاحة بناء قواعد مأهولة طويلة الأمد على القمر والمريخ والوجهات الأخرى. هذا النظام مثالي للمواقع المُعرضة لأشعة الشمس بشكل متقطع على القمر والمريخ.